# Гарри Каллахан (персонаж)
Га́рольд Фрэ́нсис «Га́рри» Ка́ллахан (англ. Harold Francis «Harry» Callahan), более известный по своему прозвищу «Грязный Гарри» — вымышленный полицейский детектив из города Сан-Франциско. Олицетворяет собой образ профессионального детектива ирландского происхождения, средних лет, который в силу своих личностных качеств не может поладить ни с собственным начальством, ни с коллегами, но всегда и во всём привык полагаться на свой крупнокалиберный «Смит-Вессон». Имеет позывной «Инспектор 71».
Гарри презирает бюрократию в любом виде и связанную с ней бумажную возню, свято верует в убойную силу своего «Магнума» и жёсткие методы работы по отношению к преступникам, попутно игнорируя любые замечания о неоправданном применении силы, нарушении прав человека и прочие премудрости уголовно-процессуальной науки.
Характерной особенностью всех фильмов о приключениях Грязного Гарри является то, что по какой-то странной череде случайностей все его напарники оканчивают свою полицейскую службу либо на кладбище, либо на пенсии по состоянию здоровья, предварительно получив тяжкие увечья, прикрывая своего недружелюбного коллегу. Гарри Каллахан — наиболее архетипичный персонаж в жанре «мститель», который в той или иной степени повлиял на создание таких персонажей, как Пол Керси и Мартин Риггс. Во всех фильмах пенталогии, выходившей на экраны в 1970—1980-х годах, эту роль исполнял киноактёр Клинт Иствуд.

## Биографическая справка
Гарри Каллахан родился 3 августа 1928 года в Потреро Хилл — рабочем пригороде Сан-Франциско. Рос он там же. По достижении призывного возраста вступил в ряды морской пехоты и, возможно, воевал в Корее. Служил он вместе со своим земляком Чарли Маккоем, с которым, после увольнения в запас, они вместе поступили на службу в полицию (и который также в итоге погиб, как и большинство напарников Каллахана).
Его военная служба в фильмах практически не упоминается, о ней напоминает лишь кружка с эмблемой Корпуса морской пехоты на его рабочем столе, поэтому достоверно неизвестно ни где именно он служил, ни в каком воинском звании он уволился. Обстоятельства его службы также неизвестны. Маккой лишь однажды обронил Каллахану: «Уж лучше бы мы с тобой остались в войсках… Ещё годков эдак на двадцать».
На момент событий первого фильма Каллахан, уже мужчина средних лет, трудится инспектором в управлении полиции Сан-Франциско (л/н 2211). Большую часть своей службы он прослужил в убойном отделе, расследуя тяжкие преступления — грабежи и убийства, хотя в его трудовой биографии был определённый период, когда за очередные препирательства с начальством он был переведён в ненавистную ему строевую часть и некоторое время исполнял обязанности кадровика, причём со свойственной ему бескомпромиссностью, однажды «завалив» вопросами во время собеседования кандидатку на службу в уголовном розыске, — Гарри убеждён, что женщинам не место в полиции.
В то же время самого Иствуда порой называли «феминистом» за то, что он обязательно включал в сценарий образ «сильной женщины», независимо от того, была ли она напарницей его героя или стояла по другую сторону закона. Какое-то время Каллахан трудится в наружном наблюдении либо же просто «изгоняется» на время из города под каким-либо благовидным предлогом, якобы для проведения расследования; на самом же деле его начальство попросту не желало, чтобы он докучал им своим присутствием и мозолил им глаза. Гарри, страдающий от хронической усталости и вечно злой на весь свет, многим действует на нервы, и не только по месту своей работы. Им недовольны и в муниципалитете, и по месту жительства.

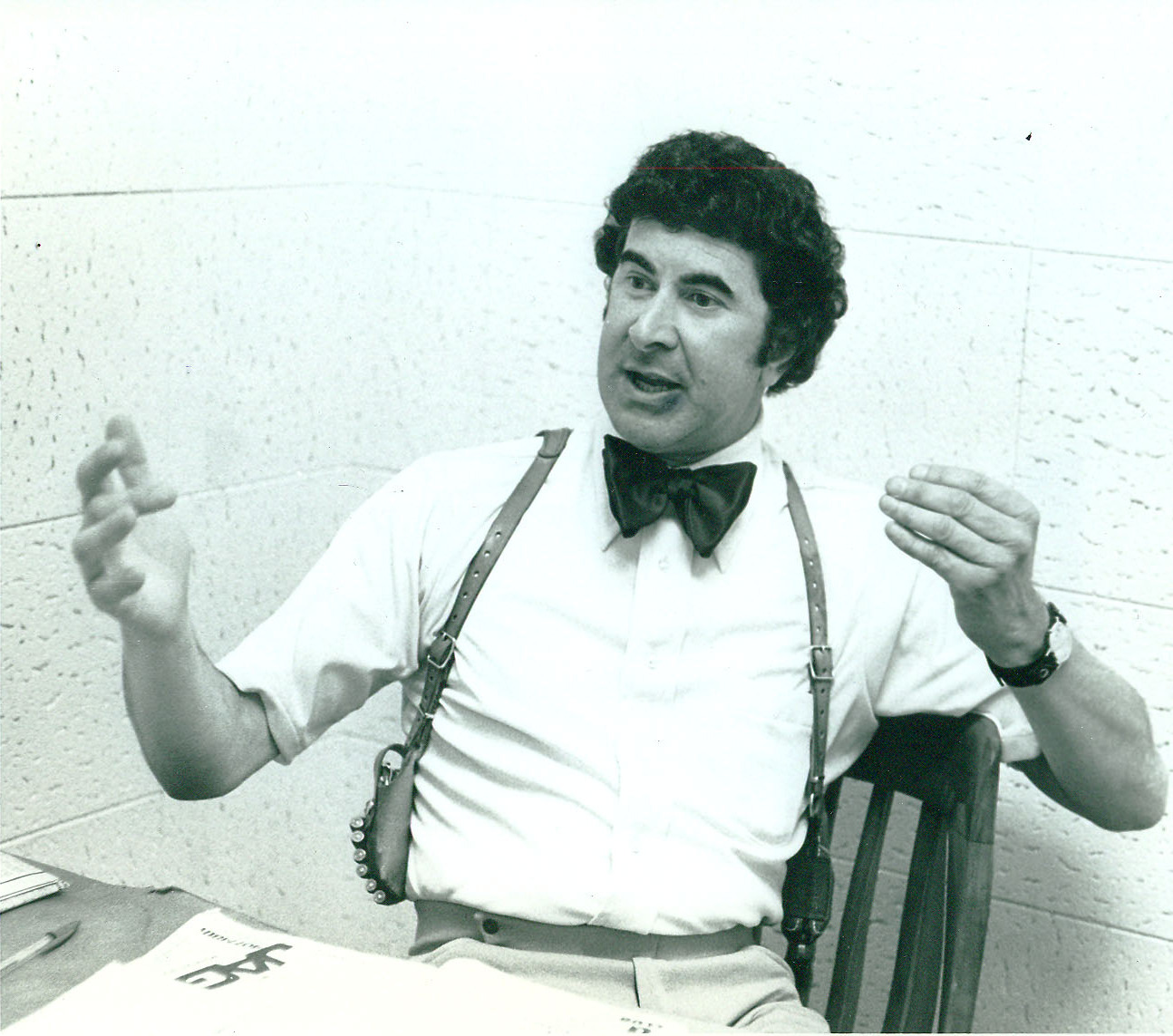
Дэйв Тоски — полицейский детектив, который расследовал серию убийств, совершённых знаменитым «Зодиаком» (правда, в отличие от Гарри Каллахана, его расследование закончилось неудачно)

Происхождение эпитета «грязный», который фактически заменил ему его настоящую фамилию, до конца не прояснено. Его напарник Френк Диджорджио, позже убитый бандитами, приоткрывает завесу тайны о происхождении его прозвища: «Гарри ненавидит всех — бриташек, ирландцев, евреев, зажравшихся макаронников, ниггеров, белых, китаёсов, продолжи список сам». Сам Гарри считает, что это прозвище прилипло к нему оттого, что ему поручают любую грязную работёнку, которую он очень эффективно выполняет: статистика за пять фильмов — 43 убийцы обезврежены. Персонажа Грязного Гарри не обошла религиозная тематика. На фоне обезличенных и бесчеловечных изуверов-преступников Каллахан предстаёт неким библейским мстителем с весьма своеобразным представлением о справедливости.
О его семейной жизни известно немного. Его жена погибла в дорожно-транспортном происшествии ещё до событий, показанных в первом фильме. Ныне он обитает в сравнительно зажиточном районе Ноб Хилл, который многие горожане называют «Сноб» Хиллом в силу того, что там живёт большинство городских бонз.

### История создания персонажа
Поначалу роль была предложена Полу Ньюману, но в силу его репутации как борца за права человека роль, пренебрегающего правами людей Грязного Гарри, была чем-то немыслимым для Ньюмана. «Юниверсал» рассматривал также кандидатуры Джона Уэйна, Марлона Брандо и Стива МакКуина. За бесперспективностью сценарий был продан студии Warner Bros., которые уже раструбили о выходе на экраны остросюжетной ленты с Фрэнком Синатрой в роли крутого детектива в замызганном плаще, но и тут возникла проблема — из-за старой травмы запястья Фрэнк уже не мог стрелять из 44-го «Магнума». В конце концов на роль Грязного Гарри был приглашён подающий большие надежды герой спагетти-вестернов Клинт Иствуд.
Сам Иствуд многое внёс в образ своего героя, в частности неприятие общепринятых общественных и политических институтов. Ряд трюков Иствуд выполнял самостоятельно. Кинокритик Полин Кэл имела смелость назвать Гарри в исполнении Иствуда фашистом; в отместку за это в одном из следующих фильмов была зверски заколота героиня второго плана, имеющая сходство с Кэл. Сам Иствуд неоднократно отмечал, что созданный им персонаж представляется ему самому во многом комичным. После выхода на экраны фильма «Смертельный список» (1988) Иствуд решил, что Гарри Каллахану «пора на пенсию».
Персонаж имеет под собой реального прототипа — детектива Дэйва Тоски, руководителя следственной бригады по скандально известному делу «Зодиака». На этом сходство заканчивается, и все черты крутого полицейского являются творчеством создателей персонажа, главным образом — самого Иствуда.

## Парадокс Грязного Гарри
| СредстваЦели         | Морально чистые (+) | Морально грязные (−)              |
| -------------------- | ------------------- | --------------------------------- |
| Морально чистые (+)  | A (+ +)             | B (− +) «парадокс Грязного Гарри» |
| Морально грязные (−) | C (+ −)             | D (− −)                           |

«Парадокс Грязного Гарри» (англ. the Dirty Harry problem) — этико-правовой парадокс из области уголовного права, впервые сформулированный в 1980 году американским правоведом, профессором уголовного процесса при Университете штата Делавэр Карлом Клокарсом на основе научного анализа событий одноимённого фильма и заключающийся в научном подходе к проблеме установления пределов допустимости тех или иных средств в контексте достижения конечных целей в полицейской работе, с точки зрения как уголовной процедуры, так и обывательского подхода. Разбирается в ходе семинарских занятий со студентами американских юридических факультетов и курсантами полицейских академий.
Парадоксом это можно назвать весьма условно, так как для самого Гарри никакого парадокса никогда не возникало. Страж порядка очень часто оказывается в ситуациях, требующих принятия быстрого решения и выбора по меньшей мере из двух зол — между строгим соблюдением процедурных требований, что может помешать раскрытию или пресечению правонарушения, и «грязными» методами работы, что может помочь раскрыть или предотвратить правонарушение.
В фильмах о приключениях Гарри Каллахана благие цели всегда достигаются исключительно «грязными» методами, чем подогревается неверие обывателя в эффективность существующих правовых институтов.